# Christopher Walken

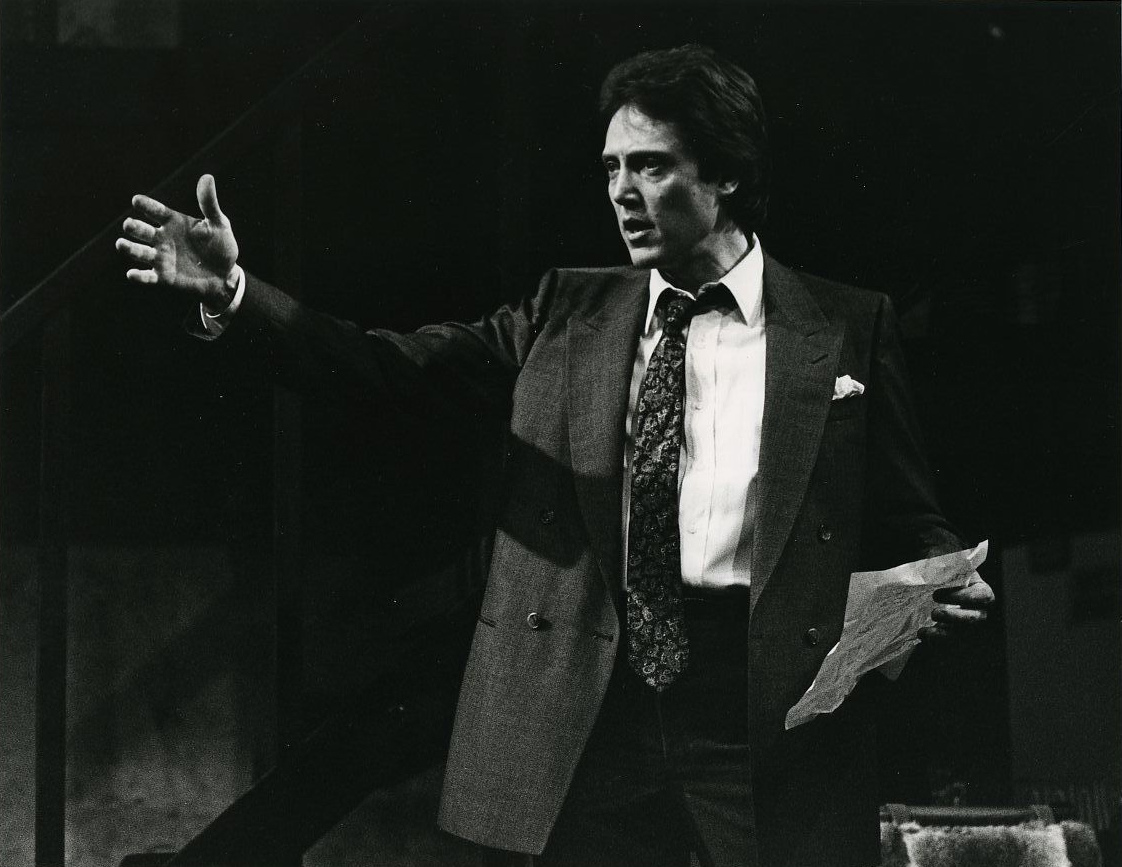

Christopher Walken   (Astoria, 31 de març de 1943) és un actor estatunidenc. Va començar la seva carrera al teatre abans de fer-se famós en el cinema amb El caçador per la qual s'emportà l'Oscar al millor actor secundari. Ha interpretat a nombroses pel·lícules, entre les quals Annie Hall, La zona morta, Panorama per matar, The King of New York, Batman: El desafiament, Pulp Fiction, Sleepy Hollow, Catch Me If You Can, Serial noceurs i Hairspray.

## Biografia
Nascut Ronald Walken a Astoria, al barri del Queens, és fill de Rosalie Russell, immigrant escocesa, i de Paul Walken, d'origen alemany, que tenen un forn. Fa, amb els seus germans Kenneth i Glenn, diverses aparicions en sèries de televisió quan té uns deu anys. Fa cursos de ball i estudia a la Professional Children's School. Comença estudis superiors a la Universitat Hofstra però els abandona des del primer any, el 1963, preferint dedicar-se a la seva passió per l'escena. En principi actor de teatre i de comèdia musical, actua a nombroses peces a Broadway i Off-Broadway a mitjans dels anys 1960 al començament dels anys 1970 i canvia el seu nom de Ronald a Christopher al començament de la seva carrera. El 1966, obté el seu primer gran paper interpretant Felip II de França a The Lion in Winter, paper per al qual rep el premi Clarence Derwent Award. El 1969, es casa amb Georgianne Thon, una actriu que es reconverteix més tard en directora de càsting, amb qui es manté casat més de quaranta anys més tard. La parella mai no ha tingut fills.
Comença la seva carrera cinematogràfica interpretant un paper secundari a Gran robatori a Manhattan (1971), de Sidney Lumet, on treballa amb Sean Connery. Es dona a conèixer amb el gran públic el 1977 amb Annie Hall de Woody Allen, en el qual interpreta Duane Hall, el germà excèntric i neuròtic del personatge del títol. És a llista per interpretar-ho el personatge de Han Solo a Star Wars, episodi IV: Una nova esperança però el paper anirà finalment a Harrison Ford. El 1978, es fa famós amb el seu paper de jove obrer psicològicament destruït per la guerra del Vietnam a El caçador, de Michael Cimino, on la seva escena de la ruleta russa amb Robert De Niro s'ha fet de culte. Al final del rodatge, s'alimenta exclusivament de plàtans, d'aigua i d'arròs per agafar l'aspecte demacrat del seu personatge al final de la pel·lícula. S'emporta per la seva interpretació l'Oscar al millor actor secundari.
El 1980, retroba Cimino a La porta del cel però la pel·lícula és un punyent fracàs comercial i és destrossada per la crítica. Té llavors el primer paper a Els gossos de la guerra (1981), on interpreta un mercenari, i sorprèn el públic amb el seu número de claquetes acompanyat d'un striptease en la comèdia musical Pennies from Heaven (1981). Comparteix protagonisme a Brainstorm amb Natalie Wood però l'actriu mor ofegada just a finals del rodatge, el 1981, quan ha convidat Walken a passar el Dia d'acció de gràcies amb ella i el seu marit a bord del seu iot. Brainstorm surt el 1983 i, el mateix any, Walken té també el paper principal a La zona morta, de David Cronenberg, adaptació de la novel·la de Stephen King. Accepta tant papers secundaris com principals i la seva «imatge» li facilita els papers de « durs » i de dolents, sobretot a les pel·lícules Panorama per matar (1985), de John Glen, un James Bond on interpreta Max Zorin, un industrial bojament megalòman, i At Close Range (1986), de James Foley, on actua el pare de Sean Penn, un cruel cap d'una banda. Al final dels anys 1980, els seus papers són menys notables però té tanmateix l'ocasió demostrar una vegada més el seu talent de ballarí en la comèdia musical Puss In Boots (1988), fa el paper d'El gat amb botes.
En el transcurs dels anys 1990, col·labora moltes vegades amb el seu amic Abel Ferrara, en principi a The King of New York (1990), on interpreta Frank White, un baró de la droga recentment alliberat de presó i qui vol recuperar el seu territori, després The Addiction (1995), The Funeral (1996) i New Rose Hotel (1998). El 1992, interpreta dos nous papers de «dolents»: el multimilionari Max Schreck a Batman Returns, de Tim Burton, i el baró de la droga Paco Meisner en Le Grand Pardon 2, pel·lícula francesa d'Alexandre Arcady on dona la rèplica a Richard Berry i Roger Hanin. Fa el paper d'un productor sense escrúpols a Wayne's World 2 (1993), després fa dues aparicions notables per a una sola escena a True Romance (1993), on fa de padrí de la màfia que intenta arrencar informacions de Dennis Hopper, i a Pulp Fiction (1994), on encarna un militar que conta al jove Butch Coolidge la història del rellotge familiar que ha anat a portar-li.
El seu personatge de Vincenzo Coccotti a True Romance figura a la 85a plaça de la classificació dels 100 millors personatges de pel·lícules, establert per la revista Empire. Explora el gènere de terror a The Prophecy (1995) encarnant el renegat Arcàngel Gabriel, paper que reprendrà en dues continuacions de la pel·lícula, abans d'enfrontar-se a Johnny Depp a Nick of Time (1995). Continua interpretant papers de criminals, sobretot a L'últim home (1996), on s'enfronta a Bruce Willis, i  Suicide Kings (1997), on interpreta un padrí de la màfia que aparentment s'ha penedit. Troba Burton a Sleepy Hollow (1999), on fa el personatge del cavaller sense cap.
Apareix llavors en comèdies, un registre que no ha abordat sovint fins llavors, amb Buscant l'Eva (1999), Couple de stars (2001) i Plots with a View (2002). El 2000, fa la seva tornada a Broadway interpretant en la comèdia musical James Joyce's The Dead, per la qual és nominat al Premi Tony al millor actor.
El 2001, exposa el seu talent de ballarí apareixent al videoclip de la cançó de Fatboy Slim, Weapon of Choice, dirigida per Spike Jonze. El 2002, sota la direcció de Steven Spielberg, destaca a Catch Me If You Can, interpretant el paper del pare del personatge principal interpretat per Leonardo DiCaprio. Aquest paper li val ser nominat en l'Oscar al millor actor secundari i de guanyar el BAFTA al millor actor secundari i el Screen Actors Guild al millor actor secundari.
Acumula llavors segons papers fent tries més o menys felices. El 2004, apareix a Man on Fire al costat de Denzel Washington, abans d'encarnar el marit-robot adorat de Glenn Close per a la pel·lícula de Frank Oz Les dones perfectes. Treballa llavors en diverses comèdies que coneixen l'èxit al box-office, Wedding Crashers (2005), Click (2006) i Hairspray (2007), on canta i balla amb John Travolta. Torna al teatre el 2010 amb la peça A Behanding in Spokane per la qual és nominat al Premi Tony al millor actor. Continua rodant en moltes pel·lícules al començament dels anys 2010, explicant que no té ni fills, ni hobby, raó per a la qual refusa rarament un paper.
Un hoax segons el qual l'actor hauria decidit presentar-se a la presidència dels Estats Units a les eleccions circula el 2008. Un fals lloc oficial escampa aquesta broma Sovint aïllat en papers de dolents, Walken ha demostrat igualment moltes vegades la seva afinitat per a papers còmics i ha animat de set vegades l'emissió televisada Saturday Night Live, on ha gaudit demostrant el seu talent com a ballarí i cantant i parodiant alguns dels seus papers més foscos.

## Filmografia

### Anys 1950 i 1960
- 1953: The Wonderful John Acton (TV): Kevin Acton
- 1954: The Motorola Television Hour (sèrie TV)
- 1954-1956: The Guiding Light (sèrie TV): Michael 'Mike' Bauer
- 1963: Naked City (sèrie TV): Chris Johannis
- 1966: Barefoot in Athens (TV)
- 1966: Hallmark Hall of Fame (sèrie TV): Lamprocles
- 1969: Els tres mosqueters (The Three Musketeers) (TV): John Felton
- 1969: Me and My Brother de Robert Frank: el director

### Anys 1970
- 1970: Hawaii Five-O (sèrie TV): Walt Kramer
- 1971: Gran robatori a Manhattan (The Anderson Tapes) de Sidney Lumet: The Kid
- 1972: The Happiness Cage de Bernard Girard: James H. Reese
- 1975: Valley Forge (TV) de Fielder Cook: l'Hessois
- 1976: Next Stop, Greenwich Village de Paul Mazursky: Robert
- 1977: The Sentinel de Michael Winner: inspector Rizzo
- 1977: Kojak (sèrie TV): Ben Wiley
- 1977: Annie Hall de Woody Allen: Duane Hall
- 1977: Roseland de James Ivory: Russel (The Hustle)
- 1978: Shoot the Sun Down de David Leeds: Mr. Rainbow
- 1978: El caçador (The Deer Hunter) de Michael Cimino: Nick Chevotarevich
- 1979: L'enigma del Niagara (Last Embrace) de Jonathan Demme: Eckart

### Anys 1980
- 1980: La Porte du Paradis (Heaven's Gate) de Michael Cimino: Nathan D. Champion
- 1980: La porta del cel (Heaven's Gate) de Michael Cimino: Nathan D. Champion
- 1981: Els gossos de la guerra (The Dogs of War) de John Irvin: Jamie Shannon
- 1981: Pennies from Heaven de Herbert Ross: Tom
- 1982: American Playhouse - episodi Who Am I This Time? (TV) de Jonathan Demme: Harry Nash
- 1983: Projecte Brainstorm (Brainstorm) de Douglas Trumbull: Dr. Michael Anthony Brace
- 1983: La zona morta (The Dead Zone) de David Cronenberg: Johnny Smith
- 1985: Panorama per matar (A View to a Kill) de John Glen: Max Zorin
- 1986: Homes enfrontats (At Close Range) de James Foley: Brad Whitewood Sr.
- 1987: The Gershwin Gala (TV): ell mateix
- 1987: Testimoni en zona de guerra (Deadline) de Nathaniel Gutman: Don Stevens
- 1988: The Milagro Beanfield War de Robert Redford: Kyril Montana
- 1988: Biloxi Blues de Mike Nichols: Sergent Toomey
- 1988: Puss In Boots d'Eugene Margar: Puss
- 1988: Homeboy de Michael Seresin: Wesley Pendergass
- 1989: Communion de Philippe Mora: Whitley Strieber

### Anys 1990
- 1990: King of New York d'Abel Ferrara: Frank White
- 1990: The Comfort of Strangers de Paul Schrader: Robert
- 1991: Sarah, Plain and Tall (TV) de Glenn Jordan: Jacob Witting
- 1991: McBain de James Glickenhaus: McBain
- 1992: Mistress de Barry Primus: Warren Zell
- 1992: El retorn de Batman (Batman Returns) de Tim Burton: Max Shreck
- 1992: Le Grand Pardon 2 d'Alexandre Arcady: Pasco Meisner
- 1992: Presumpte homicida (All-American Murder) d'Anson Williams: P.J. Decker
- 1993: Skylark (TV) de Joseph Sargent: Jacob Witting
- 1993: Scam (Tv) de John Flynn: Jack Shanks
- 1993: Amor a boca de canó (True Romance) de Tony Scott: Vincenzo Coccotti
- 1993: Dos bojos amb sort 2 (Wayne's World 2) de Stephen Surjik: Bobby Cahn
- 1994: Picardies de dona (A Business Affair) de Charlotte Brandström: Vanni Corso
- 1994: Pulp Fiction de Quentin Tarantino: Capità Koons
- 1995: Wild Side de Donald Cammell: Bruno Buckingham
- 1995: Search and Destroy de David Salle: Kim Ulander
- 1995: Coses per fer a Denver quan ets mort (Things to Do in Denver When You're Dead) de Gary Fleder: l'home en el pla
- 1995: The Prophecy de Gregory Widen: Gabriel
- 1995: The Addiction d'Abel Ferrara: Peina
- 1995: Nick of Time de John Badham: Mr. Smith
- 1996: Ripper (videojoc): inspector Vince Magnotta (veu)
- 1996: Celluloide de Carlo Lizzani: Rod Geiger
- 1996: Basquiat de Julian Schnabel: l'entrevistador
- 1996: The Funeral d'Abel Ferrara: Ray Tempio
- 1996: Privateer 2: The Darkening (videojoc): David Hassan (veu)
- 1996: lL'últim home (Last Man Standing) de Walter Hill: Hickey
- 1997: Tocat de Paul Schrader: Bill Hill
- 1997: Excés d'equipatge (Excess Baggage) de Marco Brambilla: Ray
- 1997: Suicide Kings de Peter O'Fallon: Carlo Bartolucci / Charlie Barret
- 1997: Mousehunt de Gore Verbinski: Caeser, l'exterminador
- 1998: Àngels i dimonis 2 (The Prophecy 2) de Greg Spence: Gabriel
- 1998: Illuminata de John Turturro: Bevalaqua
- 1998: New Rose Hotel d'Abel Ferrara: Fox
- 1998: El petó de la mòmia (Trance) de Michael Almereyda: Oncle Bill Ferriter
- 1998: Antz d'Eric Darnell i Tim Johnson: Coronel Cutter (veu)
- 1999: Buscant l'Eva (Blast from the Past) de Hugh Wilson: Calvin Webber
- 1999: Vendetta (TV) de Nicholas Meyer: James Houston
- 1999: Bad Girl (videoclip) de David Fincher: l'àngel guardià
- 1999: Sleepy Hollow de Tim Burton: el mercenari hessois / el cavaller sense cap
- 1999: Sarah, Plain and Tall: Winter's End (TV) de Glenn Jordan: Jacob Witting
- 1999: Kiss Toledo Goodbye de Lyndon Chubbuck: Max

### Anys 2000
- 2000: The Prophecy 3: The Ascent de Patrick Lussier: Gabriel
- 2000: The Opportunists de Myles Connelly: Victor 'Vic' Kelly
- 2000: Weapon Of Choice de Fatboy Slim (videoclip)
- 2001: Jungle Juice de Tony Vitale: Roy
- 2001: Scotland, Pa. de Billy Morrissette: Tinent McDuff
- 2001: La bruta història de Joe Porc (Joe Dirt) de Dennie Gordon: Clem
- 2001: La parella de l'any (America's Sweethearts) de Joe Roth: Hal Weidmann
- 2001: El misteri del collaret (The Affair of the Necklace) de Charles Shyer: Comte Cagliostro
- 2002: Poolhall Junkies de Mart Callahan: Mike
- 2002: The Country Bears de Peter Hastings: Reed Thimple
- 2002: Engine Trouble de Brad Barnes: Rusty
- 2002: Plots with a View de Nick Hurran: Frank Featherbed
- 2002: Catch Me If You Can de Steven Spielberg: Frank Abagnale Sr
- 2002: Julius Caesar (TV) d'Uli Edel: Marcus Portius Cato
- 2003: Cangur Jack (Kangaroo Jack) de David Mcnally: Salvatore 'Sal' Maggio
- 2003: Una relació perillosa (Gigli) de Martin Brest: inspector Stanley Jacobellis
- 2003: El tresor de l'Amazones (The Rundown) de Peter Berg: Hatcher
- 2003: True Crime: Streets of LA (videojoc): George
- 2004: Man on Fire de Tony Scott: Rayburn
- 2004: Enveja (Envy) de Barry Levinson: J-Man
- 2004: Les dones perfectes (The Stepford Wives) de Frank Oz: Mike Wellington
- 2004: A la cantonada (Around the Bend): Turner Lair
- 2005: De boda en boda (Wedding Crashers) de David Dobkin: Secretari del Tresor William Cleary
- 2005: Romance and Cigarettes de John Turturro: Cousin Bo
- 2005: Domino de Tony Scott: Mark Heiss
- 2005: True Crime: New York City (videojoc): Gabriel Whitting
- 2006: Click de Frank Coraci: Morty
- 2006: Fade to Black d'Oliver Parker: Brewster
- 2006: Man of the Year de Barry Levinson: Jack Menken
- 2007: Hairspray d'Adam Shankman: Wilbur Turnblad
- 2007: Balls of Fury de Bill Garant: Feng
- 2008: Disaster! A Major Motion Picture Ride... Starring You! de Matthew Walker: Frank Kincaid
- 2008: Five Dollars a Day de Nigel Cole: Nat Parker
- 2009: The Maiden Heist de Peter Hewitt: Roger Barlow

### Anys 2010
- 2010: Life's a Beach de Tony Vitale: Roy Callahan
- 2011: Irish Gangster de Jonathan Hensleigh: Shondor Birns
- 2011: Dark Horse de Todd Solondz: Jackie
- 2012: A Late Quartet de Yaron Zilberman: Peter Mitchell
- 2012: The Power of Few de Leone Marucci: Doke
- 2012: Gods Behaving Badly de Marc Turtletaub: Zeus
- 2012: Seven Psychopaths de Martin McDonagh: Hans

## Premis i nominacions

### Premis
- 1966. Premi Clarence Derwent per al paper de Philippe Auguste a The Lion in Winter
- 1979. Oscar al millor actor secundari per El caçador
- 2003. BAFTA al millor actor secundari per Catch Me If You Can
- 2003. National Society of Film Critics al millor paper secundari per a Catch Me If You Can

### Nominacions
- 1979. Globus d'Or al millor actor secundari per a El caçador'
- 1980. BAFTA al millor actor secundari per a El caçador
- 1984. Premi Saturn al millor actor per a La zona morta
- 1991. Primetime Emmy al millor actor en una minisèrie o un telefilm per a Sarah, Plain and Tall
- 1996. Premi Saturn al millor actor secundari per a The Prophecy
- 2000. Premi Saturn al millor actor secundari per Sleepy Hollow
- 2000. Premi MTV Movie al millor dolent per Sleepy Hollow
- 2002. Pitjor paper secundari masculí en els premis Razzie per a The Country Bears
- 2003. Oscar al millor actor secundari per a Catch Me If You Can
- 2003. Pitjor paper secundari masculí en els premis Razzie per Gigli i Cangur Jack